# Takeshi Masu
Takeshi Masu (升毅?, Masu Takeshi; Tokyo, 9 dicembre 1955) è un attore e scrittore giapponese.

## Biografia
Laureato in economia e commercio, è entrato nel mondo dello spettacolo verso la metà degli anni'70, dove ha svolto molti ruoli per il teatro; per poi passare al cinema ed infine negli primi anni 2000 anche alla televisione.
Ha partecipato a molti dorama in ruoli di supporto e accompagnamento di attori idol maschili soprattutto della scuderia Johnny & Associates, come Jin Akanishi, Yamapi, Hideaki Takizawa, Kazuya Kamenashi e Ryōsuke Yamada.
Conosciuto e apprezzato dai più giovani soprattutto per aver partecipato alla versione live action del manga di successo Tōkyō daigaku monogatari, oltre che alla serie televisiva Bishōjo senshi Sailor Moon ispirata a Sailor Moon, l'eroina vestita alla marinaretta; mentre nel 2012 fa parte del cast per lo special conclusivo di Great Teacher Onizuka.

## Filmografia

### Cinema
- Gaki teikoku, regia di Kazuyuki Izutsu (1981)
- Shichi-gatsu nano ka, Hare, regia di Katsuyuki Motohiro (1996)
- That's Cunning! Shijō Saidai no Sakusen?, regia di Hiroshi Sugawara (1996)
- Saimin, regia di Masayuki Ochiai (1999)
- Quartet, regia di Joe Hisaishi (2001)
- CROSS (2001)
- Nin x Nin: Ninja Hattori-kun, the Movie, regia di Masayuki Suzuki (2004)
- Shinobi, regia di Ten Shimoyama (2005)
- Sama taimumashin burusu, regia di Katsuyuki Motohiro (2005)
- Yougisha muroi shinji, regia di Ryôichi Kimizuka (2005)
- Shibuya monogatari, regia di Shunichi Kajima (2005)
- Udon, regia di Katsuyuki Motohiro (2006)
- Tōkyō daigaku monogatari, regia di Tatsuya Egawa (2006)
- Magare! Supûn, regia di Katsuyuki Motohiro (2009)
- Shugo Tenshi, regia di Yûichi Satô (2009)
- Pafekuto Buru, regia di Ten Shimoyama - film TV (2010)
- The Hero Show, regia di Kazuyuki Izutsu (2010)

### Televisione
- Tsubasa wo Kudasai! – serie TV (1996)
- Konna Koi no Hanashi – serie TV (1997)
- Koi no Bakansu – serie TV (1997)
- Kurenai – serie TV (1998)
- Renai Sagishi – serie TV (1999)
- Rasen – serie TV (1999)
- Good News – serie TV (1999)
- OL Visual Kei – serie TV (2000)
- Limit: Moshimo wagako ga – serie TV (2000)
- Antique Cake Store – serie TV (2001)
- Yonimo Kimyona Monogatari Adauchi Snow – serie TV (2001)
- Neverland – serie TV (2001)
- OL Visual Kei 2 – serie TV (2001)
- Hero – serie TV (episodio 6) (2001)
- Kamen Rider Agito – serie TV (2001)
- Shomuni 3 – serie TV (2002)
- Trick 2 – serie TV (2002)
- Bishōjo senshi Sailor Moon (episodi 33-34) (2003-2004)
- Hitonatsu no Papa e (episodio 7) (2003)
- Egao no Hosoku – serie TV (2003)
- Kao – serie TV (2003)
- Itoshiki Mono e – serie TV (2003)
- Last Present – serie TV (2004)
- Minimoni de Bremen no Ongaku-tai – serie TV (2004)
- Wonderful Life – serie TV (2004)
- Nobuta o produce – serie TV (episodio 6) (2005)
- Chakushin Ari – serie TV (2005)
- Kaze no Haruka – serie TV (2005)
- Anego – serie TV (2005)
- Fugoh Keiji – serie TV (2005)
- Fugoh Keiji 2 – serie TV (2006)
- Kami wa Saikoro wo Furanai – serie TV (2006)
- Gen di Hiroshima – serie TV (2007)
- Galileo – serie TV (episodi 9-10) (2007)
- Deru Toko Demasho! – serie TV (2007)
- Ai no Uta! – serie TV (2007)
- Hadashi no Gen – serie TV (2007)
- Romeo and Juliet – serie TV (2007)
- Byakkotai – serie TV (2007)
- Scrap Teacher: Kyōshi saisei – serie TV (2008)
- Dageki Tenshi Ruri – serie TV (2008)
- Osen (episodio 5) (2008)
- Gokusen (episodio 6) (2008)
- Shichinin no Onna Bengoshi 2 (episodio 6) (2008)
- Kimi Hannin Janai yo ne? (episodio 1) (2008)
- Real Clothes – serie TV (episodio 10) (2009)
- Hataraku Gon! – serie TV (2009)
- Buzzer Beat – serie TV (episodi 6-7-9-11) (2009)
- Kami no shizuku – serie TV (2009)
- Tantei Club – serie TV (2010)
- Himitsu – serie TV (2010)
- Marks no Yama – serie TV (2010)
- Kasouken no Onna 2010 – serie TV (episodio 8) (2010)
- Tobo Bengoshi – serie TV (episodio 2)(2010)
- Mioka – serie TV (2010)
- Perfect Blue (2010) – voce
- Tumbling – serie TV (episodio 5) (2010)
- Mitsu no Aji ~A Taste Of Honey~ – serie TV (2011)
- Meitantei Conan - Kudō Shin'ichi e no chōsenjō – serie TV (episodio 5) (2011)
- Ouran High School Host Club – serie TV (episodi 8-11) (2011)
- Deka Wanko – serie TV (2011)
- Priceless – serie TV (2012)
- Great Teacher Onizuka – serie TV (2012)
- Ataru – serie TV (episodio 7) (2012)
- Mikeneko Holmes no Suiri – serie TV (episodio 5-6) (2012)
- Unmei no Hito – serie TV (2012)